# Gällivare Malmbergets FF
Gällivare Malmbergets FF, beter bekend als GMFF, was een Zweedse voetbalclub uit Gällivare, in het Zweedse gedeelte van Lapland in de provincie Norrbotten. Het was een van de meest noordelijk gelegen clubs van het land. 
GMFF werd in 2005 opgericht nadat de standaardelftallen van Gällivare SK en Malmbergets AIF werden samengevoegd. Het speelde de thuiswedstrijden in het Malmbergets IP. De fusieclub bereikte halverwege de jaren tien de hogere amateurklassen. 
In 2020 gingen beide verenigingen uit elkaar.

## Bekende (oud-)spelers
- Emmanuel Boakye